# Wiseband
Wiseband est un service de musique en ligne à destination des artistes et labels de musique. Le service est créé en 2013 en France.
C’est une plateforme CMS qui offre des services Direct to Fans (D2F) & DIY,,
L’entreprise permet la distribution de contenus audio numérisés sur les principales plateformes de téléchargement et de streaming, accessible aussi bien aux artistes auto-produits qu'aux labels.
De plus, elle propose des offres de merchandising pour créer des produits sur-mesure et laisse la possibilité à ses utilisateurs de créer une boutique en ligne. La société propose également des options pour faire la promotion de musique sur les réseaux sociaux, Youtube, Spotify, Deezer, etc.,.
Parmi ses clients, nous pouvons notamment retrouver Manu Chao, Trinix, Julie Zenatti, Metronomy, Babylon Circus, Zenzile, Festival des Vieilles Charrues ou bien Because Music & plus de 3 000 artistes utilisent la plateforme.
En 2020, la société a enregistrée un chiffre d'affaires de 1,6 million d'euros et compte 15 salariés.

## Histoire
Le service en ligne était précédemment connu sous le nom de Yozik et publié par SARL YO, société localisé à Sainte Florence en France et fondée par Henri Pierre Mousset, également fondateur du label Yotanka.
Wiseband a été présenté comme l’une des startups françaises les plus innovantes dans le domaine de la musique au Austin SXSW 2014.
En octobre 2021, Wiseband participe au plus grand rassemblement de la filière musicale en France : le MaMa Festival, aux côtés d'autres entreprises innovantes comme Groover.
En février 2022, elle fait partie du classement « les champions de la croissance 2022 » rédigé par les Échos et Statista. Avec un taux de croissance de 217,08 % entre 2017 et 2020, elle arbore la 125ème place parmi les 500 champions de la croissance Française.
En mars 2022, elle est sélectionnée par Business France avec une dizaine de startup pour représenter l’excellence française dans le domaine du numérique au plus gros salon mondial dans le domaine de la musique : le South by Southwest (SXSW).

## Récompenses
- Vendée Digital Awards - 2013[12]
- Trophées Territoire et Innovation des Pays de Loire - 2012[13]
- Connu pour avoir réalisé un vinyle en chocolat pour l’artiste Breakbot (Ed Banger)[14],[15]
- Inscription dans les 500 champions de la croissance Française en 2022[10]
- Sélectionné par Business France pour participer au SXSW 2022[16]